# Parua Bay
Parua Bay – miasto w Nowej Zelandii, na Wyspie Północnej, w regionie Northland.